# Il tappetorso
Il tappetorso (Rugged Bear) è un film del 1953 diretto da Jack Hannah. È un cortometraggio animato realizzato, in Technicolor, dalla Walt Disney Productions, distribuito da RKO Radio Pictures e uscito negli Stati Uniti 23 ottobre 1953. È stato distribuito anche come Paperino cacciatore e, a partire dagli anni novanta, Paperino a caccia.
Il tappetorso è stato candidato per l'Oscar al miglior cortometraggio d'animazione alla 26ª edizione della cerimonia di premiazione degli Oscar, ma ha perso un altro film Disney, Toot, Whistle, Plunk and Boom. Questa è stata l'ottava di nove candidature ricevute dalla serie di film Donald Duck.

## Trama
L'Orso Gelsomino si addormenta poco prima dell'apertura della stagione venatoria. Mentre gli altri orsi fuggono nella loro caverna, Gelsomino viene lasciato fuori ed è costretto a nascondersi in una casa vicina. Una volta dentro, apprende ben presto che si tratta di una capanna di caccia, resa evidente dalle numerose armi e dai trofei di caccia appesi alle pareti. L'orso sta per uscire, ma vede Paperino venire verso la casa portando un fucile. Gelsomino cerca quindi un nascondiglio all'interno dell'abitazione e, dopo un po' di ricerche, nota un grande tappeto di pelle d'orso davanti al camino. Arrotola rapidamente il tappeto, lo ripone in un baule vuoto e si distende sul pavimento al posto del tappeto. Paperino si pulisce le zampe su Gelsomino, senza notare nessun cambiamento sul suo "tappeto". Dopo un po', Paperino si siede su Gelsomino per fare uno spuntino, ma, nonostante all'orso venga il singhiozzo, Paperino crede che sia un tappeto vero (anzi pensa di essere lui ad avere il singhiozzo). In seguito, Paperino usa la bocca dell'orso per aprire una bottiglia e schiacciare delle noci, ma Gelsomino sopporta tutto. Quando però un carbone ardente arriva addosso a Gelsomino, quest'ultimo inizia a prendere fuoco: Paperino tenta perciò di spegnere l'incendio gettandoci addosso una bibita, ma senza successo, quindi usa della cenere, che però macchia il "tappeto". Paperino decide perciò di metterlo nella sua lavasciuga e fargli fare un ciclo completo: finito il ciclo, Gelsomino è inspiegabilmente vivo, ma ha la pelliccia scompigliata, così Paperino la accomoda con un rastrello e un tosaerba.
Finita la stagione di caccia, Paperino abbandona la casa e Gelsomino emette un sospiro di sollievo. Ma proprio in quel momento, sente un suono provenire dal baule e apprende, con sua grande sorpresa, che il tappeto di pelle d'orso che aveva arrotolato e riposto in precedenza è in realtà un altro orso che si era mascherato da tappeto.

## Distribuzione

### Edizione italiana
Il corto fu distribuito in Italia il 2 aprile 1969 all'interno del programma Paperino show con il titolo Paperino cacciatore; il doppiaggio fu eseguito dalla C.D.C. e curato dal dialoghista Roberto De Leonardis. Il corto fu poi ridoppiato nel 1988 per l'inclusione nella VHS Disney Adventures. Negli anni '90, per la trasmissione televisiva, il corto fu ridoppiato nuovamente dalla Royfilm. Tale doppiaggio è stato usato nelle varie occasioni successive.

### Edizioni home video

#### VHS
- Disney Adventures (aprile 1988)[2]